# César Marie François Varsavaux
César Marie François Varsavaux de Henlée est un homme politique français né le 23 août 1779 à Blain (Loire-Atlantique) et décédé le 11 juillet 1862 au Loroux (Loire-Atlantique).

## Biographie
César Marie François Varsavaux de Henlée est le fils de François René Marie Varsavaux, sieur de Heulée, conseiller du roi, avocat en la Cour, échevin et notaire de Nantes, député suppléant aux États généraux de 1789, et de Rose Jeanne Chevy, dame de la Martinière. Il est le cousin germain de Louis-Émile Jollan
Avocat, notaire à Nantes, il devient premier adjoint au maire de Nantes en 1830 sous Ferdinand Favre et  conseiller général de la Loire-Inférieure. Il est député de la Loire-Inférieure de 1830 à 1834, siégeant dans la majorité soutenant la Monarchie de Juillet.

## Sources
- « César Marie François Varsavaux », dans Adolphe Robert et Gaston Cougny, Dictionnaire des parlementaires français, Edgar Bourloton, 1889-1891 [détail de l’édition]
- E. Pascallet, Revue générale, biographique, historique, etc. Le Biographe universel et l'historien. Volume 11, 1846